# Tender
Tender je železniški vagon, ki ga vleče parna lokomotiva in je namenjen shranjevanju goriva (lesa, premoga ali nafte) ter vode. Iz tendra kurjač nalaga gorivo v peč na lokomotivi, ki ji pravimo tenderska lokomotiva. Drug tip parne lokomotive ima prostor za gorivo in vodo že vgrajen, zato ne potrebuje tenderja.